# 联合熵

独立的(H(X),H(Y)), 联合的(H(X,Y)), 以及一对带有互信息 I(X; Y) 的相互关联的子系统 X,Y 的条件熵。

联合熵是一集变量之间不确定性的衡量手段。

## 定义
两个变量{\displaystyle X} 和 {\displaystyle Y} 的联合信息熵定义为：
{\displaystyle \mathrm {H} (X,Y)=-\sum _{x}\sum _{y}P(x,y)\log _{2}[P(x,y)]\!}
其中 {\displaystyle x} 和 {\displaystyle y} 是 {\displaystyle X} 和 {\displaystyle Y}的特定值, 相应地, {\displaystyle P(x,y)} 是这些值一起出现的联合概率,  若{\displaystyle P(x,y)=0} ，则{\displaystyle P(x,y)\log _{2}[P(x,y)]} 定义为0。
对于两个以上的变量 {\displaystyle X_{1},...,X_{n}} ，该式的一般形式为：
{\displaystyle \mathrm {H} (X_{1},...,X_{n})=-\sum _{x_{1}}...\sum _{x_{n}}P(x_{1},...,x_{n})\log _{2}[P(x_{1},...,x_{n})]\!}
其中 {\displaystyle x_{1},...,x_{n}} 是 {\displaystyle X_{1},...,X_{n}} 的特定值，相应地，{\displaystyle P(x_{1},...,x_{n})} 是这些变量同时出现的概率，若{\displaystyle P(x_{1},...,x_{n})=0}，则 {\displaystyle P(x_{1},...,x_{n})\log _{2}[P(x_{1},...,x_{n})]} 被定义为0.

## 性質

### 大于每个独立的熵
一集变量的联合熵大于或等于这集变量中任一个的独立熵。
{\displaystyle \mathrm {H} (X,Y)\geq \max[\mathrm {H} (X),\mathrm {H} (Y)]}
{\displaystyle \mathrm {H} (X_{1},...,X_{n})\geq \max[H(X_{1}),...,H(X_{n})]}

### 少于或等于独立熵的和
一集变量的联合熵少于或等于这集变量的独立熵之和。这是次可加性的一个例子。该不等式有且只有在{\displaystyle X}和{\displaystyle Y}均为统计独立的时候相等。
{\displaystyle \mathrm {H} (X,Y)\leq \mathrm {H} (X)+\mathrm {H} (Y)}
{\displaystyle \mathrm {H} (X_{1},...,X_{n})\leq \mathrm {H} (X_{1})+...+\mathrm {H} (X_{n})}

## 与其他熵测量手段的关系
在条件熵的定义中，使用了联合熵
{\displaystyle \mathrm {H} (X|Y)=\mathrm {H} (X,Y)-\mathrm {H} (Y)\,}
互信息的定义中也出现了联合熵的身影：
{\displaystyle I(X;Y)=\mathrm {H} (X)+\mathrm {H} (Y)-\mathrm {H} (X,Y)\,}
在量子信息理论中， 联合熵被扩展到联合量子熵。